# トゥリブ・バハル
トゥリブ・バハル（Tribu Baharú）は、コロンビアのボゴタを拠点に活動するバンド。
活動音楽ジャンルは、コロンビア沿岸地域を起源に持つ民族音楽及びダンスの１ジャンルであるチャンペタのサブジャンルの１つチャンペタ・クリオーラ（Champeta criolla）、ワールドミュージック。
コンゴのルンバのギターサウンド等アフリカ音楽の影響を強く受けた、エネルギッシュなラテン系ダンスミュージックサウンドを生み出し、ワールドミュージックのジャンルで注目を集めている。
チャンペタという音楽ジャンルは1990年代にレゲトンの流行により人気が廃れてしまったが、2010年代のボゴタの音楽シーンでは、トゥリブ・バハルのようなバンドが、チャンペタに新たな要素を加え魅力ある音楽を生み出すことで、チャンペタ人気を復活させようという動きが起こっている。

## 来歴
2014年10月のワールドミュージック・エキスポに参加し、「WOMEX 14 Official Showcase Selection」の１つとしてステージを行った。

## メンバー
- Boricua (ギター、音楽プロデューサー)
- Chindo (エレクトリックベース、コーラス)
- Juan Sebastian Bastos (レコーディング・エンジニア)
- Makambille (ヴォーカル)
- Moniqui (パーカッション)
- Pocho (音楽ディレクター、ドラムス、コーラス)
- Shaka (MC、コーラス)